# Rogøy
Rogøy ou Rogøya est une île norvégienne du comté de Hordaland appartenant administrativement à Bømlo.

## Description
Rocheuse et désertique, elle s'étend sur environ 3,2 km de longueur pour une largeur approximative de 1,2 km.